# Potamididae
Potamididae zijn een familie van weekdieren uit de klasse van de Gastropoda (slakken).

## Taxonomie
De volgende geslachten zijn bij de familie ingedeeld:
- † Bittiscala Finlay & Marwick, 1937
- Cerithidea Swainson, 1840
- Cerithideopsis Thiele, 1929
- † Dentimides Landau, da Silva & Heitz, 2016
- † Diptychochilus Cossmann, 1908
- Pirenella Gray, 1847
- † Potamides Brongniart, 1810
- Pyrazus Montfort, 1810
- Telescopium Montfort, 1810
- Terebralia Swainson, 1840
- † Trempotamides Dominici & Kowalke, 2014
- Tympanotonos Schumacher, 1817
  - = Tympanotomus Gray, 1840
- † Varicipotamides Pacaud & Harzhauser, 2012
  - =  † Tympanotonus Agassiz, 1846
  - =  † Exechestoma Cossmann, 1889